# Rasswiet (obwód smoleński)
Rasswiet (ros. Рассвет) – wieś (ros. деревня, trb. dieriewnia) w zachodniej Rosji, w osiedlu wiejskim Czistikowskoje rejonu rudniańskiego w obwodzie smoleńskim.

## Geografia
Miejscowość położona jest nad Leszczenką, 0,4 km od drogi regionalnej 66N-1611 (R120 – Leszno – Rokot), 2 km od drogi federalnej R120 (Orzeł – Briańsk – Smoleńsk – granica z Białorusią), 3,5 km od najbliższego przystanku kolejowego (Płoskaja), 6,5 km od centrum administracyjnego osiedla wiejskiego (Czistik), 13 km od centrum administracyjnego rejonu (Rudnia), 51,5 km od Smoleńska.

## Demografia
W 2010 r. miejscowość zamieszkiwały 4 osoby.

## Historia
W czasie II wojny światowej od lipca 1941 roku wieś była okupowana przez hitlerowców. Wyzwolenie nastąpiło w październiku 1943 roku.
Do 1963 roku wieś nosiła nazwę „Trutni”.